# Dambo

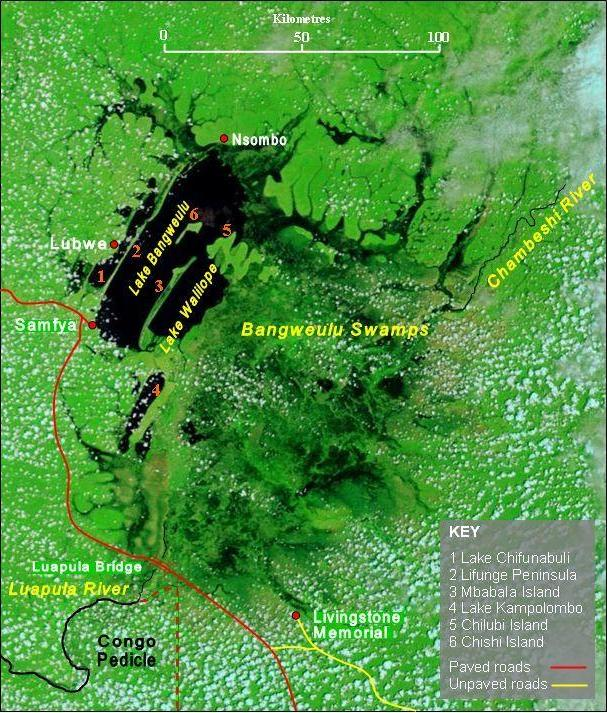
Lago Bangweulu

Dambo es un término usado para designar una clase de complejos humedales superficiales que se encuentran en el centro, sur y este de África, sobre todo en Zambia y Zimbabue. Se encuentran generalmente en las zonas de mayores precipitaciones de la meseta plana, y tienen formas de ramificación-fluviales que pueden ser  nada o muy grandes, pero lo suficientemente común para sumar un área grande. Por ejemplo, se ha  estimado que los dambos pueden llegar a suponer un 12,5% de la superficie de Zambia. Otros términos africanas similares incluyen mbuga (de uso común en el este de África), matoro (Mashonaland), vlei (Sudáfrica), fadama (Nigeria), y bolis (Sierra Leona); los términos franceses bas-fond y alemán Spültal también se han sugerido como una referencia a los humedales de hierba similares.

## Características de los dambos

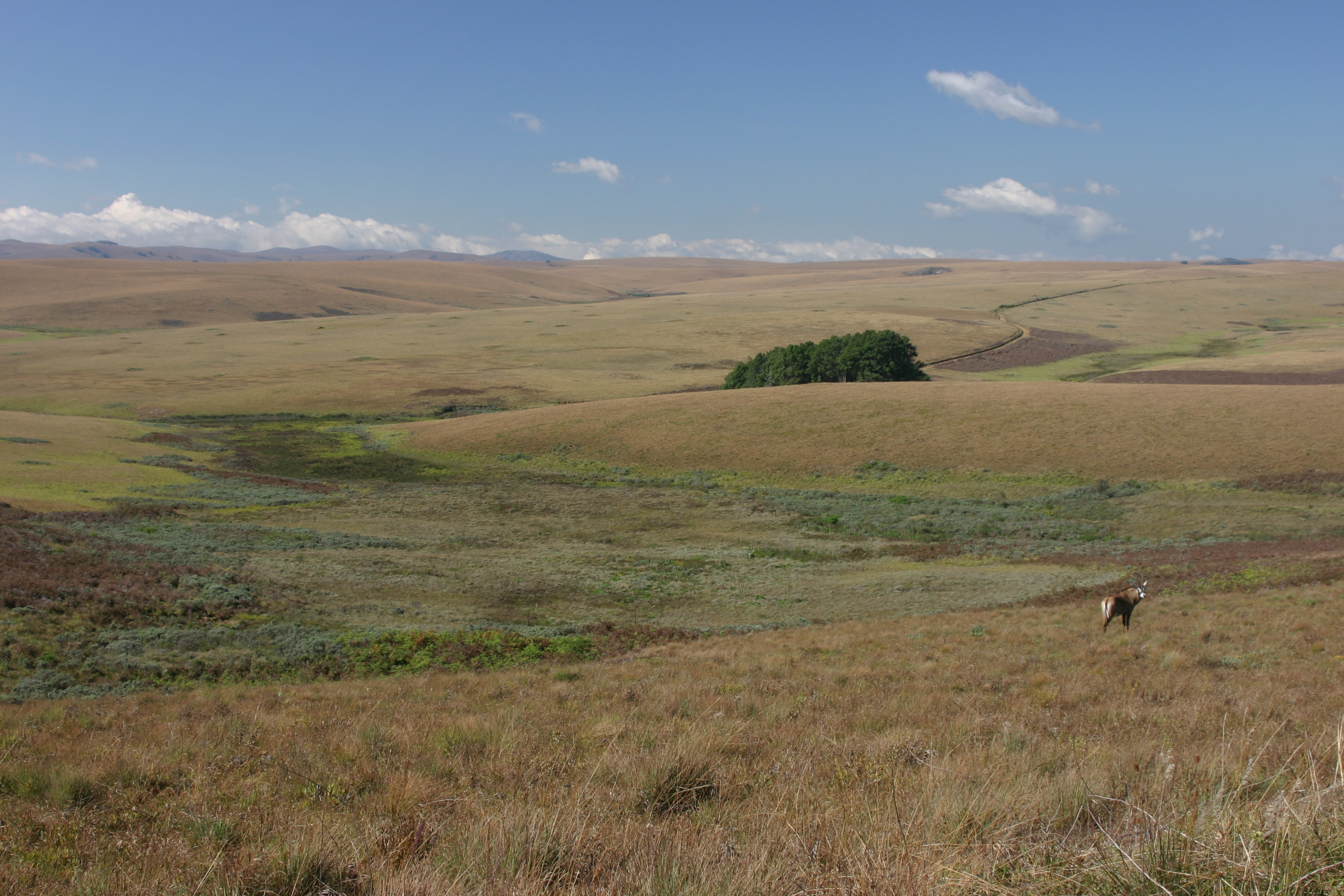
Dambo (Meseta de Nyika, Malaui)

Los dambos se caracterizan por pastos, juncos y juncias, en contraste con las zonas de bosque como el arbolado de miombo. Pueden estar sustancialmente secos al final de la estación seca, dejando al descubierto suelos grises o arcillas negras, pero a diferencia de una pradera inundada, conservan líneas húmedas de drenaje a través de la estación seca. Están inundados (anegados) en la estación húmeda, pero generalmente no por encima de la altura de la vegetación y cualquier superficie de agua abierta, por lo general, se limita a los arroyos, ríos y pequeños estanques o lagunas en el punto más bajo, por lo general cerca del centro.
El nombre dambo se usa más frecuentemente para designar los humedales en la meseta plana que forman las cabeceras de los arroyos y ríos. Se ha propuesto su definición con fines científicos  como «estacionalmente anegados, predominantemente cubiertos de hierba, depresiones limítrofes en líneas de drenaje de cabecera».

## Tipos de dambo
El problema con la definición anterior es que el término también puede ser utilizado para designar los humedales que bordean algunos ríos lejos de las cabeceras, por ejemplo, el dambo del río Mbereshi donde entra en los pantanos del río Luapula de Zambia (09°43'30"S, 28°46'00"E).
Un informe de la FAO de 1998 distingue entre los «dambos hidromórfico / freáticos» (asociados con las cabeceras) y los «dambos fluviales» '(asociados a ríos), y también se refirió a cinco tipos geomorfológicos en Zambia en la provincia de Luapula: dambos de las tierras altas, de valle, colgantes, de duna de arena y de pan.

## Hidrología de los dambos
Los dambos son alimentados por las lluvias y drenan lentamente para alimentar los arroyos y ríos, y son, por tanto, una parte vital del ciclo del agua. Además de ser complejos ecosistemas en sí mismos también desempeñan un papel en la biodiversidad de la región.
Hay una idea popular de que los dambos actúan como esponjas que absorben la lluvia de la temporada de lluvias que luego se libera entamente a los ríos durante la estación seca, lo que garantiza un flujo de agua todo el año. Pero esto se opone a una investigación que sugiere que a mediados o finales estación seca el agua que se libera en realidad procede de los acuíferos.  se En algunos dambos se pueden ver manantiales.
Lo que esto significa, en la práctica, es que puede llevar mucho tiempo, tal vez varios años, que el agua de una fuerte temporada de lluvias se filtre a través de colinas y emerja en un dambo, creando lagunas allí o un flujo en los ríos aguas abajo, algo que no se puede explicar por las lluvias del año anterior. Los dambos pueden estar involucrados, por ejemplo, para explicar las desconcertantes variaciones en el nivel del agua o el flujo en lago Mweru Wantipa y del lago de Chila en Mbala.

## Uso de los dambos
Tradicionalmente, los dambos han sido explotados con los siguientes fines:
- como fuente de agua en la estación seca;
- para recolectar juncos, utilizados como paja y para materiales de cercados;
- para obtener arcilla utilizada para la construcción, la fabricación de ladrillos y barro;
- para la caza (especialmente de aves y pequeños antílopes);
- para el cultivo de hortalizas y otros cultivos alimentarios, que pueden ser de vital importancia en los años de sequía ya que los suelos dambo generalmente retienen humedad suficiente para producir una cosecha cuando las lluvias fallan;
- para remojar la amarga yuca en estanques excavados;
- para la pesca (generalmente usando trampas para peces) en aquellos dambos con arroyos y ríos.

Más recientemente, se han utilizado para estanques de peces y de forma creciente, en las tierras altas, para el cultivo de arroz. Los esfuerzos para desarrollar la agricultura en los dambos se han visto obstaculizados por la falta de investigación sobre la hidrología y los suelos de los dambos, que han demostrado ser variables y complejos.

## Ejemplos
Un buen ejemplo de un dambo se puede ver en 11°28′S 28°54′E / -11.467, 28.900 (30 km al sur de Mansa, Zambia) en una reserva forestal. Al contrario que en las zonas vecinas que han sido despejadas para la práctica de la agricultura y obtener carbón vegetal, el dambo contrasta bien con el imperturbable dosel del arbolado de miombo. Hay que tener en cuenta también que las cabeceras de los dambos tienen una estructura ramificada como ríos. La mayoría de los dambos tienen aproximadamente la misma anchura y forman el mismo tipo de patrón.